# Fog (jeu vidéo)
Pour les articles homonymes, voir Fog.
Fog est un jeu vidéo d'aventure et de réflexion en ligne développé par Cryo Networks et édité par Cryo Interactive sur PC en 2000. Les joueurs y incarnent des enquêteurs au service de Scotland Yard dans le Royaume-Uni de l'époque victorienne.

## Principe du jeu
Fog est un jeu en ligne exclusivement multijoueur. Au début de la partie, chaque joueur choisit une classe de personnage parmi quatre possibles (journaliste, avocat, scientifique ou médium) ; chaque classe de personnage possédant des compétences propres, les joueurs doivent coopérer pour mener à bien les enquêtes. Le jeu peut accueillir jusqu'à 15 joueurs par partie. L'environnement du jeu est en images de synthèse en trois dimensions, affiché en vision subjective. L'interface, située au bas de l'écran, comprend un inventaire permettant de stocker les objets trouvés pendant l'enquête, ainsi qu'une boîte de dialogue permettant de communiquer avec les autres joueurs. Une inscription en ligne est nécessaire avant de commencer à jouer. Les enquêtes sont conçues sous forme d'épisodes mis à disposition en ligne ; l'achat de la boîte du jeu donne accès à trois épisodes, et les suivants sont en accès payant ; onze épisodes étaient prévus à la sortie du jeu.

## Développement
Le jeu est développé par Cryo Networks, filiale de Cryo Interactive spécialisée dans la conception d'applications en ligne ; il utilise la technologie SCOL développée par Cryo Networks.

## Histoire éditoriale
Le jeu paraît en France en octobre 2000. Il semble avoir été édité aux États-Unis en 2001.